# 動力分散式列車

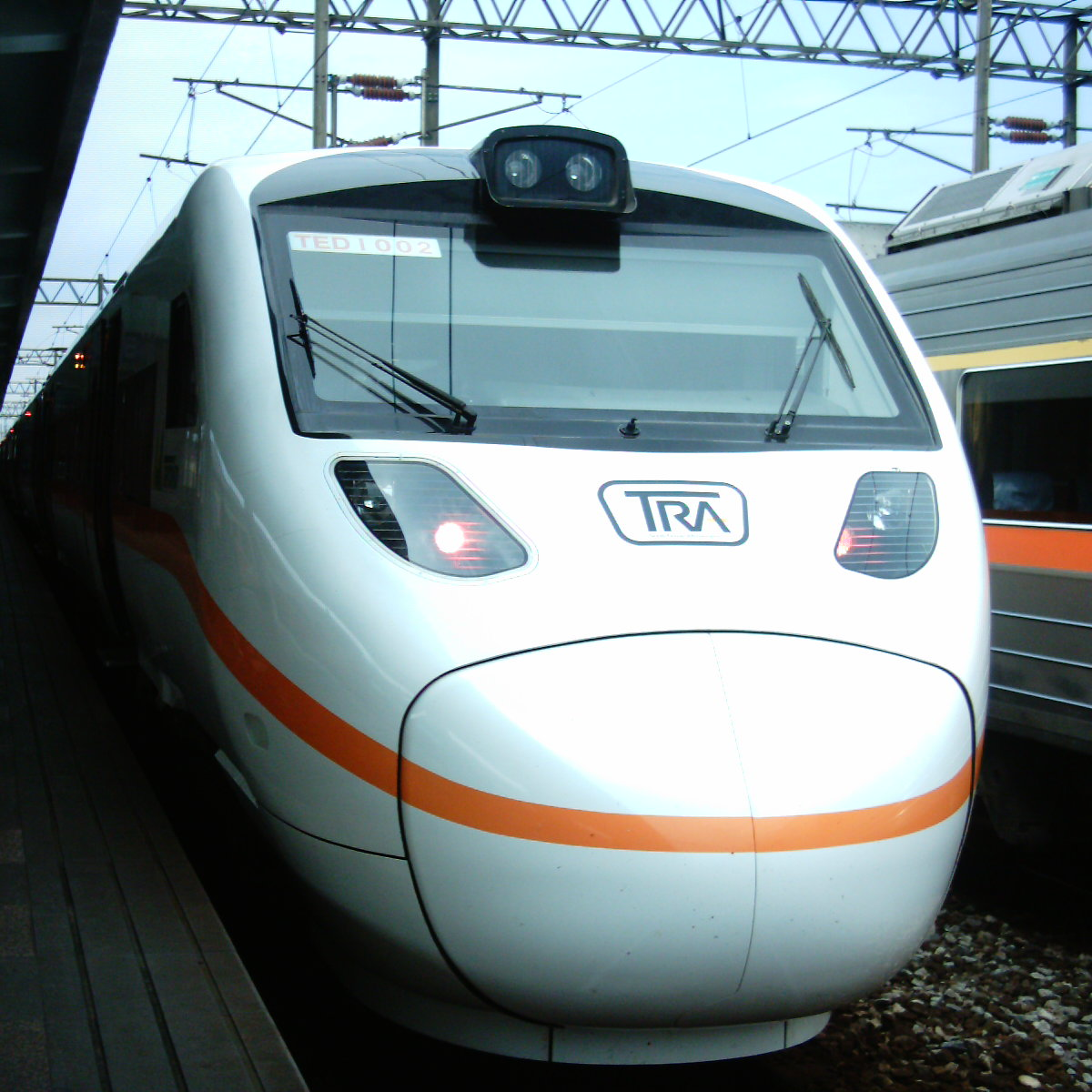
臺鐵太魯閣列車採用動力分散式及傾斜式機構克服線型較差的路線

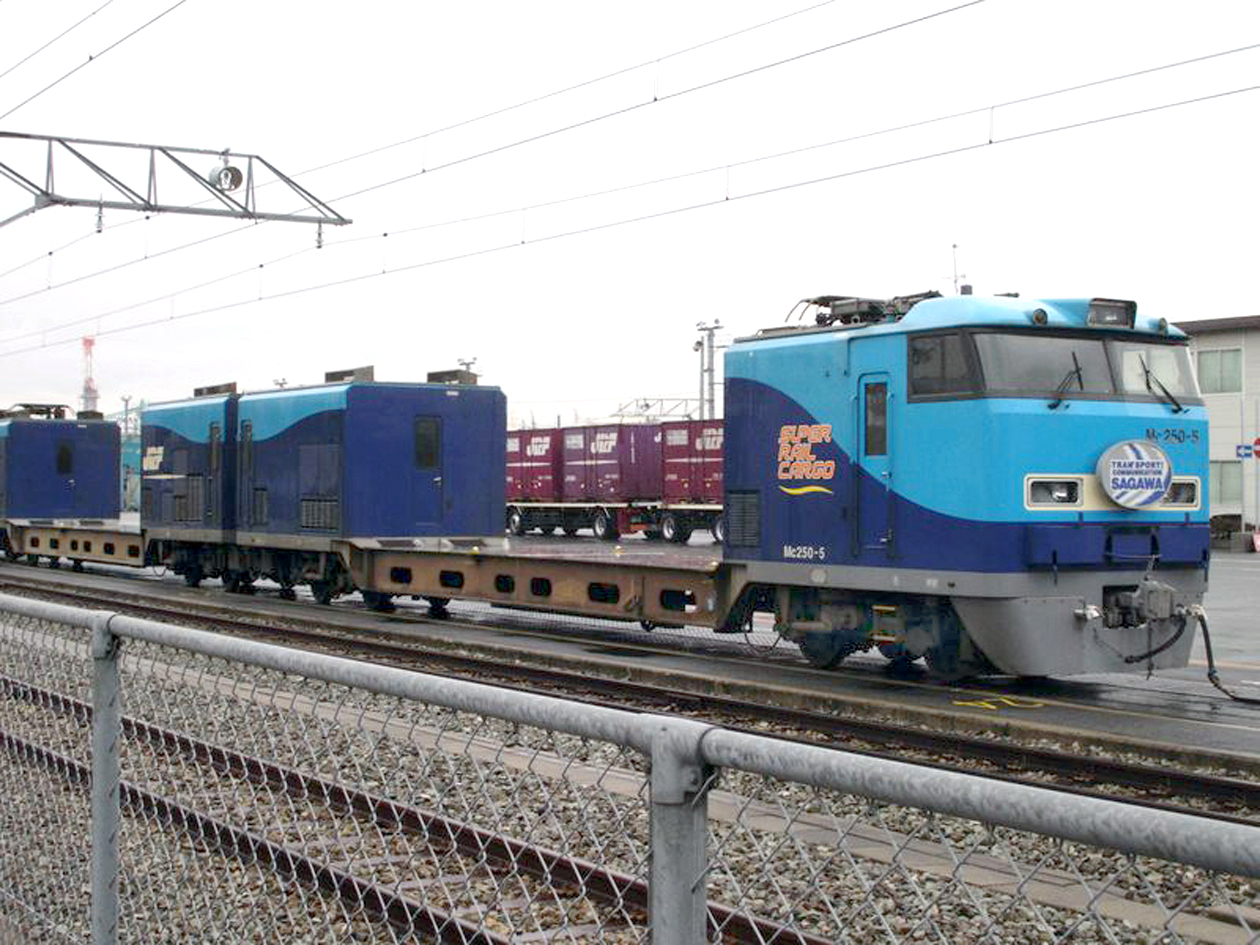
JR貨物M250系是世界少見的動力分散式貨運列車

動力分散式列車是一种动力分布在多个车厢的鐵路列車（俗稱火車），与動力集中式的牽引方式相對，特點是動力來源分散在列車各個車廂上的發動機或电动机，而不是集中在機車上。動力分散式列車依動力來源可分为两类，包括使用柴油的柴聯車，和以或第三軌提供電力來驅動牽引電動機的電聯車。

## 特性
多數的動力分散式列車因加速性能較佳，適合走停很頻繁的通勤客運列車或是縱坡度變化大的崎嶇地形。但因列車組裡面各車廂的編組需固定，難以靈活變更調度，所以貨運上的使用並不普遍。
电力动车组的電動機一般是安裝在車卡底轉向架之上。柴油动车组一般由柴油發動機透過齒輪機械傳動或以液力變扭器作液力傳動，但亦存在有「柴電動力」（DEMU）的設計方式，其柴油發動機所產生的動力完全只被用在產生電力上而不與車輪組之間有任何實質連結，再以電力驅動位於各動力車廂轉向架上的電動馬達來產生推進力。動力分散式列車的駕駛室空間一般都較為精簡，通常設在列車的兩端。
一列動力分散式列車之內不一定是每個車廂都帶有發動機，列車內無動力的車輛稱為「無動力車卡」。為了方便瞭解列車組的動力車構成，一般為以英文字母「M」（motor / 馬達）與「T」（trailer / 拖卡）來分別代表動力車卡與拖卡的分佈。例如，6M2T表示這列共有8節車廂的列車組中，有6節動力車卡與2節拖卡，而4M則表示整列列車四個車廂都為動力車卡。
相較於動力分散式，動力只集中在單獨機車（機關車）的牽引方式，稱為動力集中式列車。

## 在各地的名稱
- 動力分散式列車（Multiple Units，MU）
  - 日本：動力分散方式；
  - 台灣：動力分散式；
  - 中國大陸：动车组（此外，通常編組固定但非采用動力分散式的列車也被稱爲動車組）；

- 柴油動力分散式列車（Diesel Multiple Unit，DMU）
  - 日本：。
  - 台灣：柴联车；
  - 中國大陸：内燃动车组、柴油动车组（但通常編組固定、使用內燃機車為動力而非采用動力分散式的列車，也被稱爲動車組）；

- 電力動力分散式列車（Electric Multiple Unit，EMU）
  - 日本：；
  - 台灣：電聯車；
  - 韓國：。
  - 香港：EMU、電動客車、電動列車、電動分散式列車；
  - 中國大陸：电力动车组（即使是動力集中式而編組固定的列車，也屬於電力動車組）；

## 歷史

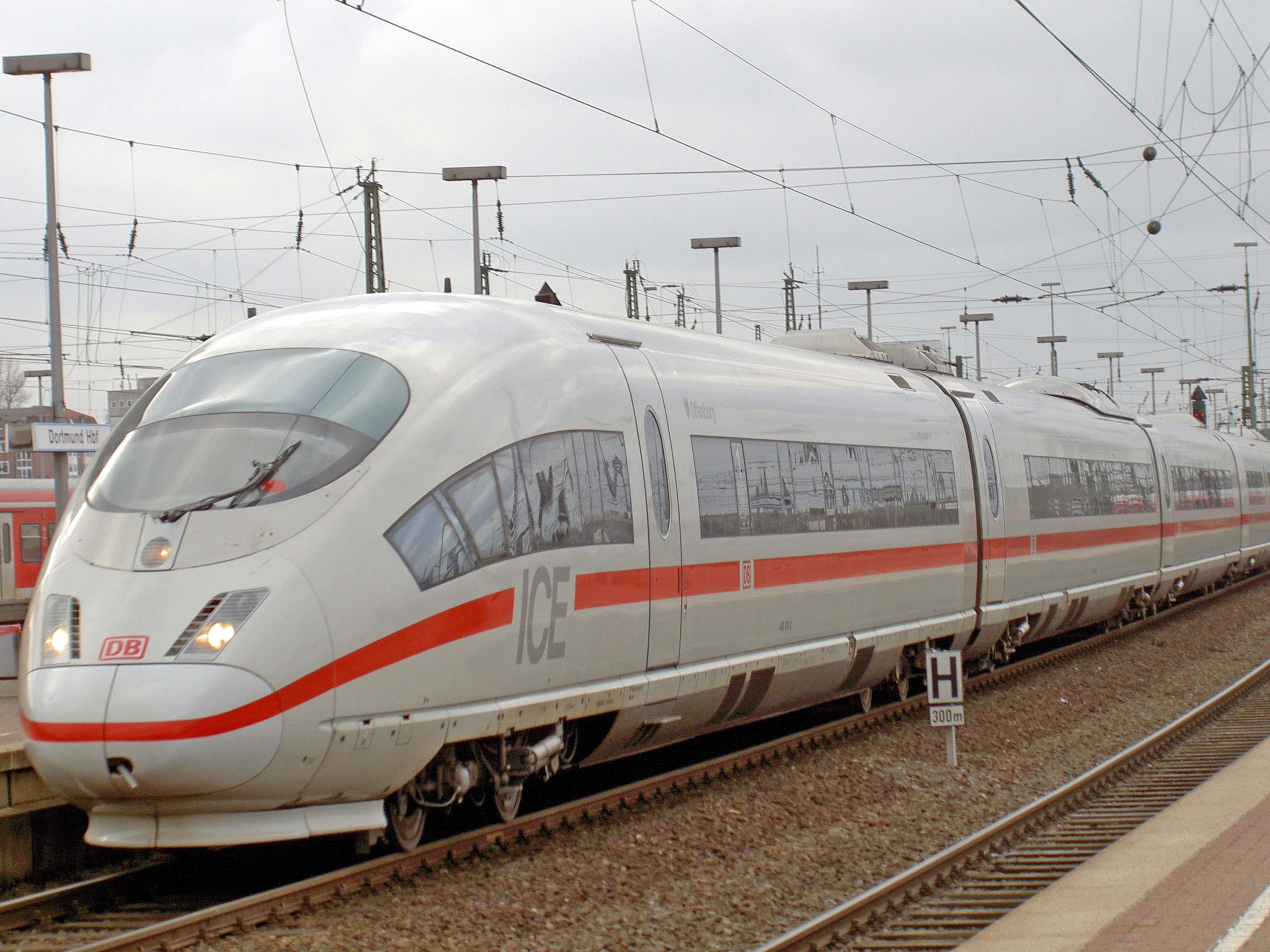
ICE3型

美國人法蘭克·史伯格在1897年發明同時控制多個發動機的操控系統。這發明使到在城市內行走的列車，可以像蒸汽機車一樣，只需一人在前面操作；而同時又不需使用機車，改由多個自帶發動機的電力車卡組成。
在未有史伯格的發明之前，使用多個串連一起的電動車廂會導致各樣的問題，例如各車發動機的速度不一、車卡之間的掛鈎出現黏合、車輪經常滑溜、電動機磨損過度等等。而且列車的行走不順暢，使乘客感到不適。嚴重時，甚至可能會導致出軌。

## 優點
與集中式相較，動力分散式的基本優點：

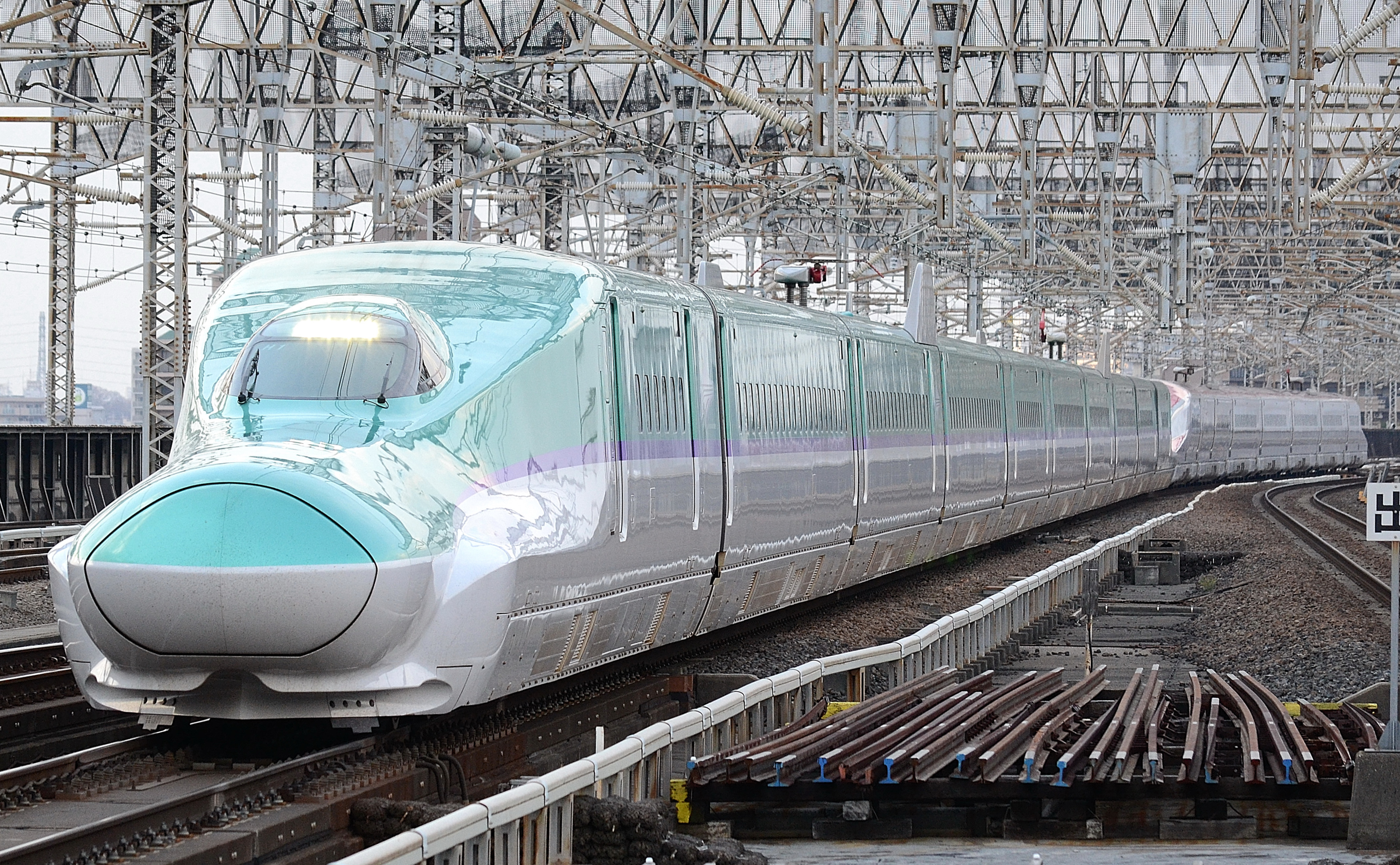
串連運轉的「隼」．「小町」

- 列車的牽引动力可以分散设置，按需要增减动轴，使列车总功率不受机车功率所限制（可以是全部車卡均設電動機）。
- 通常動力分散式列車在兩端都有駕駛室（甚至每一節車廂的兩頭都有駕駛室，如日本的Kiha 40系（日语：国鉄キハ40系気動車 (2代)）），列車換向時（特别是在港灣式月台车站）無需先把機車在一端脫鈎後再移到另一端掛鈎，省卻調車的時間，同時亦減少車務人員的工作及提高安全。
- 動力分散式可以快速整併組合成長短不同的列車。有些地方的動車組會先以數組列車利用串掛方式組成同一列列車行駛，到中途的車站再拆解，分別開往不同的目的地，或相反先以不同的列車組從不同的出發點集中乘客到中途站，再串掛整併成同一列列車駛往最終目的地。類似的例子如連結日本东京與主要國際機場成田機場的成田特快列車（N'EX），該列車是以東京作為中途的拆解、連結點，分別以不同的列車開往南邊的橫濱與北邊的大宮；此外，由於東京站的路線容量有限，往新青森、新函館北斗的隼號列車通常會與往秋田的小町號連結，以盛岡為分離、連結點服務不同的目的地；另外，在九州地區的鷗、綠與豪斯登堡經常會以串連的方式一起行駛，然後再脫鉤分別駛往三個不同的目的地。

上述二特性亦可用推拉式列車以併組設計的方式達到相似的效果，但編組較麻煩且因部分列車組的機車會被夾在整組列車的中段，而佔用站台的有效長度。
更顯著的優點：
- 動力分散式列車通常擁有較動力集中式列車更高的啟動加速度（日语：起動加速度），有利于提高行车密度，更适合高密度停车、站距短的路线，同時可有更快的運行速度，增强鐵路客運对旅客的吸引力。
- 由于加减速性能更好，減少列車进出站时间的损失，有利增加乘降及發車次數。動力分散式列车可以保持高速更久，對近郊、通勤、地下鐵路的模式來說，用同样的运营时间可以停靠更多站点。而然，由於動力集中式的電力機車和高速鐵路機車的牽引力因交流傳動技術成熟使加速性能不遜於動力分散式，運行城際、幹線、高速鐵路的動力分散式列車尤其對於「推拉」式動力集中式列車來說此項優點不明顯。
- 動力分散式列車的軸重比動力集中式列車的机车部分小，列車運行時輪對對路基損害較低，有利降低路基沉降维修费用。
- 動力分散式因為有較多的牽引電動機，再生制動的效果較動力集中在單一機車上的設計佳。對於停站較多的近郊通勤鐵路、地下鐵路，這優點特別明顯。而也因電動機多，即使有一、兩組電動機發生故障，列車也能正常行駛。同時，動軸多，粘著利用低，即使很惡劣的天氣，相對打滑機率較低。
- 綫路適應力強。由於動軸多，所以更能適應陡坡，一些設計優良的車種甚至可爬上縱坡度最大達8%的路線。

因為動力分散式啟動加速快、佔地小，行走市郊的通勤鐵路很多都是動力分散式列車。而輕軌運輸、地下鐵路等領域亦幾乎全是動力分散式。

## 缺點

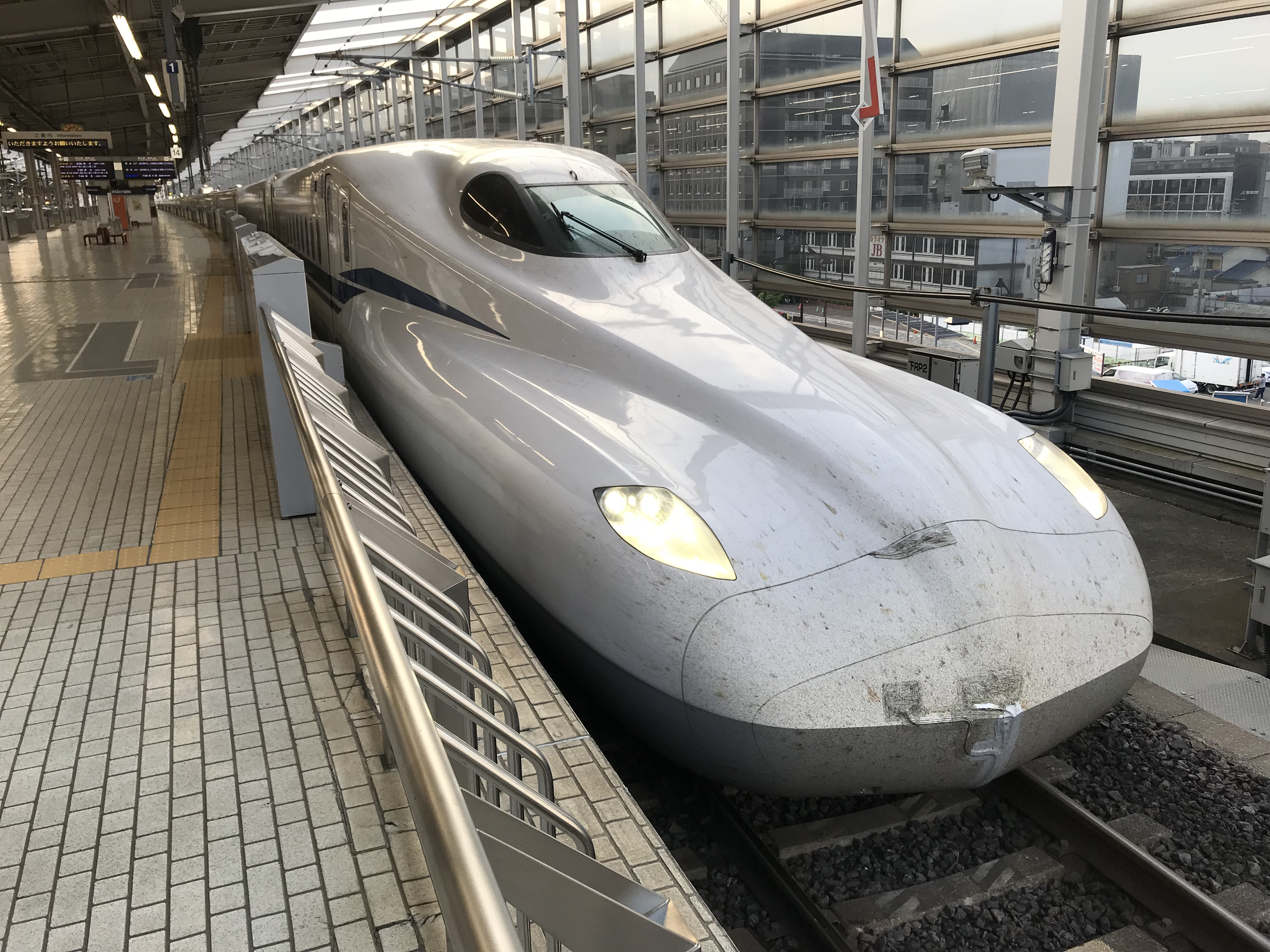
可隨意加減掛的N700S型電聯車

- 動力分散式列車由於電動機多并分散在各節動力車，所以其零組件和維護也較為複雜，維修成本及生產成本也較高。
- 車内噪音可能較大，因爲動力部件或者空氣壓縮機等設備被平均分佈在客車車下，或會造成明顯噪音。
- 動力分散式列車對於軌道來説，可能產生明顯的波狀磨耗造成列車顛簸感，需要時常打磨軌道。
- 動力設備重複設置，列車總重較集中式列車為大。
- 電動機懸掛於轉向架上列車簧下質量易較動力集中式列車高，又因動軸數目較多對軌道接頭損壞較大。
- 動力分散式列車，其首尾两节之间的編制通常需固定，因為不同用途機電設備分別安裝在不同車廂，只能依組連結並行，而很难依需要临时加挂或脱钩（如日本新干线E5系，无论高峰期或闲散期，永远是10节编组）；而動力集中式列車只要其機車頭牽引動力许可，就能对车厢数略做調整，對長途客车或貨物列車較灵活。
  - 但市郊型（近距离）列车可以做到短编成串连，例如JR東日本701系電車、Kiha110系柴油動车組等是以1-2节为单位编组的，车辆端部可以互相连通或隔断，因此可以依不同路段的客运密度，在几分钟内将2节编成的车变成4、6、8节编成，而不必考虑动力是否足够。适合于城市近郊的中短途运输。
  - 一些特急型動力分散式列車則以基本編組與附屬編組的設計，在乘客多的區間聯掛行駛，乘客較少的區間則僅以基本編組或附屬編組其中之一行駛，可降低運作成本，例如JR東日本651系電聯車的基本編組有7節車廂、附屬編組只有4節車廂。
  - JR東海開發了「標準車輛」概念的N700S，該款動力分散式電車的設計允許列車以一輛為單位進行加減掛，令車廂數可在4~16輛間自由變化

## 相關題目
- 鐵路運輸
- 鐵路機車
- 鐵路列車
- 機場聯絡軌道系統
- 動車組